# Virgindade religiosa

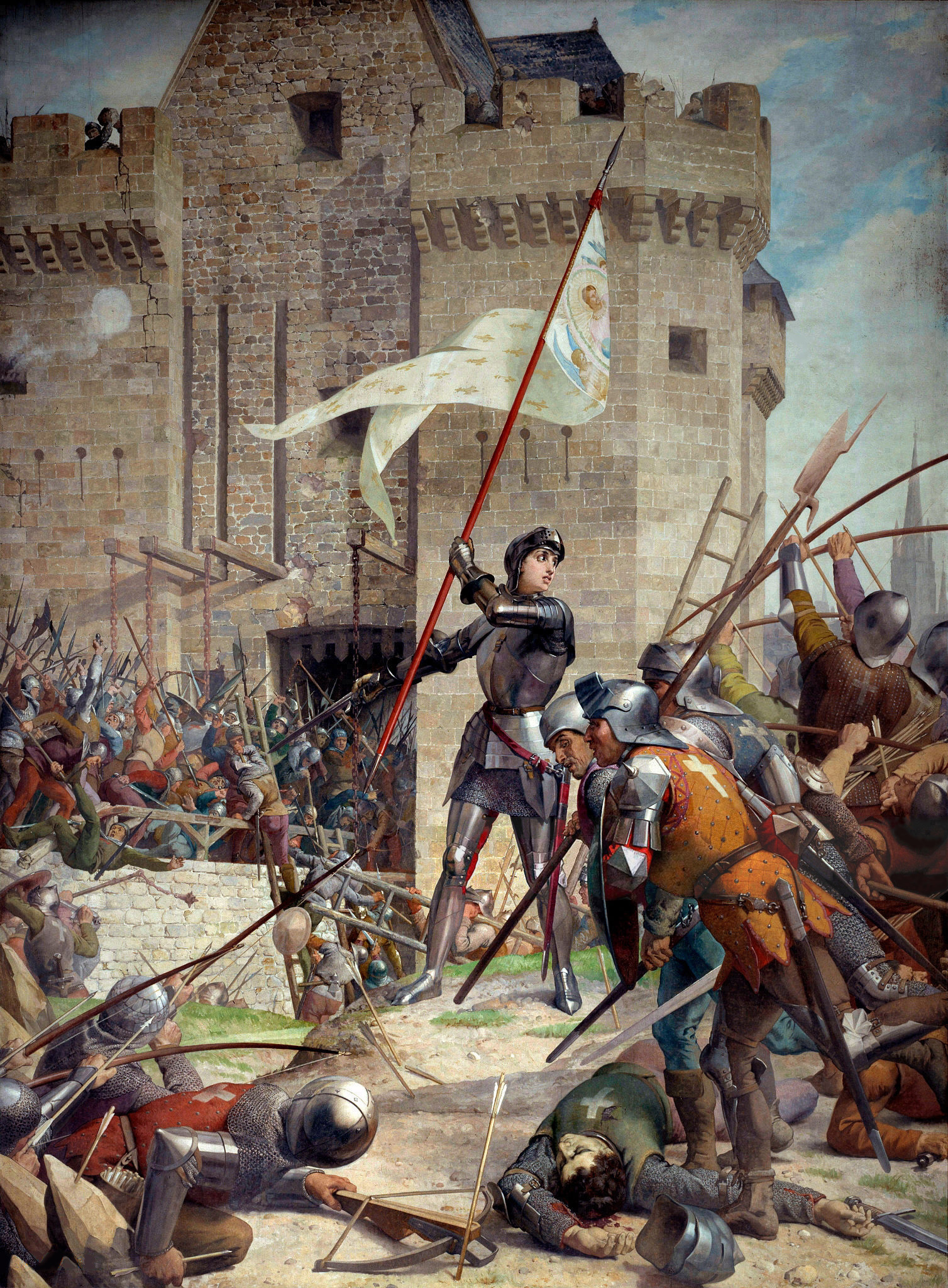
Santa Joana d'Arc, a virgem vitoriosa de Orléans

Virgindade religiosa, denominada também de Virgindade sacra, Sagrada Virgindade ou Santa Virgindade, é um conceito importante na tradição cristã, especialmente no que diz respeito à Virgem Maria, que ocupa um lugar central no ensinamento cristão católico e ortodoxo. Votos de castidade e celibato são necessários para entrar na vida monástica ou no sacerdócio.
A sagrada virgindade e a perfeita castidade, considera a Igreja Católica, quando consagrada ao serviço de Deus, são uns dos mais "preciosos tesouros" deixados por Cristo à sua Igreja. Afirma ainda a Doutrina da Igreja Católica que a santa virgindade é mais excelente que o matrimônio, isto no Concílio de Trento.
Sobre o tema afirma São João Paulo II na Exortação Apostólica Familiaris consortio (n. 16):
| “ | Permanecendo no celibato, o homem pode entregar a Deus um coração indiviso, segundo o modelo do seu Filho, Jesus Cristo, que ao Pai entregou o amor exclusivo e total do seu coração. É então que o homem conquista o supremo cume, o vértice do testemunho cristão: "Tornando livre de um modo singular o coração humano […] a virgindade testemunha que o Reino de Deus e a sua justiça são aquela pérola que devemos preferir a qualquer outro valor. | ” |

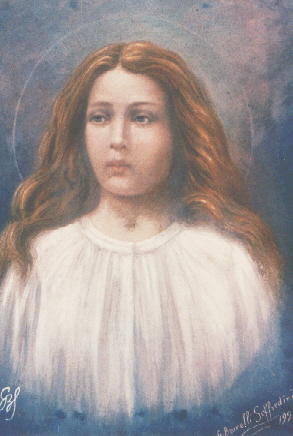
Santa Maria Goretti, virgem e mártir

Muitos são os documentos da Igreja que louvam a sagrada virgindade e a castidade perfeita pelo "Reino dos Céus". Pio XII, na Encíclica Sacra virginitas sobre a sagrada virgindade, afirma ser esta o mais belo florão da Igreja […] e que a virgindade bem merece o nome de virtude angélica.
Escreveram, dentre vários autores cristãos, ainda sobre o elogio da virgindade consagrada:
- Santo Ambrósio, De Virginibus, De Virginitate De Institutione Virginis e de Exhortatio Virginitatis.
- Santo Agostinho, De Sancta Virginitate;
- São Cipriano, De Habitu Virginum;
- São Metódio, bispo de Olimpo, Convivium decem virginum;
- São Boaventura, De Perfectione Evangelica
- São Tomás de Aquino, Suma Teológica, II-II, q. 186, a.4;
- São Pedro Damião, De Caelibatu Sacerdotum;
- São João Crisóstomo, De Virginitate;